# Trest smrti na Jamajce
Trest smrti na Jamajce je legální forma trestu. Jediným trestním činem, za který může být udělen nejvyšší trest je vražda za přitěžujících okolností. Jediným dovoleným způsobem popravy je oběšení. Poslední poprava byla na Jamajce vykonána roku 1988, kdy byl popraven Nathan Foster. Do roku 2009 bylo na trest smrti uvaleno jamajským parlamentem moratorium, které v daném roce přestalo platit. Podle odhadů Amnesty International čekalo v roce 2012 v cele smrti sedm nebo osm lidí. Přestože nebyla vykonána žádná poprava, do roku 2018 se počet lidí v cele smrti snížil na nulu.